# تپه بزرگ داش
تپه بزرگ داش مربوط به هزاره اول قبل از میلاد است و در شهرستان میانه، بخش کندوان، دهستان گرمه شمالی، ۱ کیلومتری غرب روستای قره قیرا واقع شده و این اثر در تاریخ ۲۷ اسفند ۱۳۸۶ با شمارهٔ ثبت ۲۲۵۹۰ به‌عنوان یکی از آثار ملی ایران به ثبت رسیده است.